# 光宅
光宅（684年九月—十二月）是唐睿宗李旦的年号，但是实际上武則天操纵朝政，睿宗毫无实权。一般算作武則天的年号。

## 改元
- 文明元年——九月六日，改元光宅元年。[2][3][4]
- 光宅二年——正月一日，改元垂拱元年。[5][6][7]

## 大事记
文明元年九月，武則天頒布《改元光宅赦文》；大赦九月五日昧爽之前，大辟以下罪犯。
光宅行用僅四月。平息李敬業叛亂後，武則天以《尚書 武成》「惇信明義，崇德報功，垂拱而天下治」，改元「垂拱」。

## 纪年
| 公元  | 干支 | 紀年     | 正月 | 二月 | 三月 | 四月 | 五月 | 六月 | 七月 | 八月 | 九月           | 十月           | 十一月         | 十二月            | 閏月 |
| ----- | ---- | -------- | ---- | ---- | ---- | ---- | ---- | ---- | ---- | ---- | -------------- | -------------- | -------------- | ----------------- | ---- |
| 684年 | 甲申 | 光宅元年 |      |      |      |      |      |      |      |      | 己酉(大) 10/14 | 丙申(小) 11/13 | 丙寅(大) 12/12 | 丙申(小) 685 1/11 |      |

## 文內注釋
1. ↑  李崇智，《中國歷代年號考》，第100頁。
2. ↑  劉昫.  . 维基文库.「〔嗣聖元年〕九月，大赦天下，改元為光宅。」
3. ↑  歐陽脩.  . 维基文库.「〔光宅元年〕九月甲寅，大赦，改元。」
4. ↑  司馬光.  . 维基文库.「〔光宅元年〕九月，甲寅，赦天下，改元。」
5. 1 2  劉昫.  . 维基文库.「垂拱元年春正月，以敬業平，大赦天下，改元。」
6. ↑  歐陽脩.  . 维基文库.「垂拱元年正月丁未，大赦，改元。」
7. ↑  司馬光.  . 维基文库.「垂拱元年春，正月，丁未朔，赦天下，改元。」
8. ↑  東都改為神都，宮名太初宮。
9. ↑  立“四匭”武後垂拱而治（1）_出軌的歷史_讀書_和訊網 （页面存档备份，存于） “垂拱而天下治”，就是垂衣拱手，無為而治之意

## 參看
- 中國年號索引